# Estación de Cuzco
Cuzco es una estación de la línea 10 del Metro de Madrid situada bajo la plaza homónima, entre los barrios de Hispanoamérica (distrito Chamartín) y Castillejos (distrito Tetuán), bajo el eje del paseo de la Castellana con avenida de Alberto Alcocer.

## Historia
La estación fue inaugurada el 10 de junio de 1982 como parte de la entonces línea 8 hasta que el 22 de enero de 1998 pasó a formar parte de la línea 10.
Junto a la estación de Santiago Bernabéu, es una de las dos estaciones subterráneas de la línea 10 decorada con mármol.

## Accesos
Vestíbulo Cuzco
- Paseo Castellana, impares Pº Castellana, 125 (bulevar central)
- Paseo Castellana, pares Pº Castellana, 162 (bulevar central)

## Líneas y conexiones

### Metro
| << cabecera                                          | < estación        | línea | estación >        | cabecera >>    |
| ---------------------------------------------------- | ----------------- | ----- | ----------------- | -------------- |
| Hospital Infanta Sofía Cambio de tren en Tres Olivos | Plaza de Castilla |       | Santiago Bernabéu | Puerta del Sur |

### Autobuses
| Diurnos   |                       |                                  |
| Línea     | Destino               | Parada                           |
| 5         | Sol / Sevilla         | 34 CUZCO (Pº Castellana, 123)    |
| 27        | Embajadores           | 34 CUZCO (Pº Castellana, 123)    |
| 40        | Tribunal              | 34 CUZCO (Pº Castellana, 123)    |
| 147       | Callao                | 34 CUZCO (Pº Castellana, 123)    |
| 5         | Estación de Chamartín | 35 CUZCO (Pº Castellana, 170)    |
| 27        | Plaza de Castilla     | 35 CUZCO (Pº Castellana, 170)    |
| 147       | Barrio del Pilar      | 35 CUZCO (Pº Castellana, 170)    |
| 11        | Barrio Blanco         | 2116 CUZCO                       |
| 40        | Alfonso XIII          | 2116 CUZCO                       |
| 11        | Marqués de Viana      | 5882 CUZCO (Av. Alberto Alcocer) |
| Nocturnos |                       |                                  |
| Línea     | Destino               | Parada                           |
| N22       | Plaza de Cibeles      | 34 CUZCO (Pº Castellana, 123)    |
| N24       | Plaza de Cibeles      | 34 CUZCO (Pº Castellana, 123)    |
| N22       | Barrio de La Paz      | 35 CUZCO (Pº Castellana, 170)    |
| N24       | Las Tablas            | 35 CUZCO (Pº Castellana, 170)    |